# Саутлейк (Техас)
Саутлейк (англ. Southlake) — місто (англ. city) в США, в округах Таррант і Дентон штату Техас. Населення — 31 265 осіб (2020).

## Географія
Саутлейк розташований за координатами 32°57′16″ пн. ш. 97°8′56″ зх. д. / 32.95444° пн. ш. 97.14889° зх. д. (32.954504, -97.148841).  За даними Бюро перепису населення США в 2010 році місто мало площу 58,28 км², з яких 56,66 км² — суходіл та 1,62 км² — водойми.

## Демографія
Згідно з переписом 2010 року, у місті мешкало 26 575 осіб у 8193 домогосподарствах у складі 7467 родин. Густота населення становила 456 осіб/км².  Було 8494 помешкання (146/км²).
Расовий склад населення:
| - 88,3 % — білих - 6,2 % — азіатів - 2,1 % — чорних або афроамериканців - 0,3 % — корінних американців - 1,0 % — осіб інших рас |

До двох чи більше рас належало 2,1 %. Частка іспаномовних становила 5,5 % від усіх жителів.
За віковим діапазоном населення розподілялося таким чином: 34,2 % — особи молодші 18 років, 59,9 % — особи у віці 18—64 років, 5,9 % — особи у віці 65 років та старші. Медіана віку мешканця становила 40,9 року. На 100 осіб жіночої статі у місті припадало 100,4 чоловіків;  на 100 жінок у віці від 18 років та старших — 97,8 чоловіків також старших 18 років.
Середній дохід на одне домашнє господарство  становив 243 029 доларів США (медіана — 183 125), а середній дохід на одну сім'ю — 259 450 доларів (медіана — 202 361). Медіана доходів становила 159 643 долари для чоловіків та 93 333 долари для жінок. За межею бідності перебувало 2,9 % осіб, у тому числі 2,6 % дітей у віці до 18 років та 6,2 % осіб у віці 65 років та старших.
Цивільне працевлаштоване населення становило 12 313 осіб. Основні галузі зайнятості: освіта, охорона здоров'я та соціальна допомога — 17,8 %, науковці, спеціалісти, менеджери — 17,0 %, фінанси, страхування та нерухомість — 15,8 %.